# Алексије Палеолог
Алексије Палеолог (грч. Αλεξιος Παλαιολογος; умро 1203) је био византијски племић, зет цара Алексија III Анђела (1195–1203) и његов наследник, приближно 1199. године. За све то време активно је учествовао у гушењу неколико побуна и нереда против цара. Преко своје ћерке постао је један од родоначелника династије Палеолога (1261–1453).

## Живот
Иако је породица Палеолог била богата и углавном позната по томе што су њени чланови заузимали истакнута места у цивилној и војној управи под царевима из династије Комнина, Алексијево порекло је нејасно. Алексијев отац је вероватно био севаст и мегас хетаиреиарх Георгије Палеолог, син или унук највећег присталице цара Алексија I Комнина, Георгија Палеолога. Преко своје баке Алексије је био члан династије Комнина. Године 1199. цар Алексије III, који је био без мушког потомства, одабрао је Алексија да се ожени његовом најстаријом ћерком Ирином. Била је удовица Андроника Контостефана, а Алексије Палеолог је био приморан да се разведе од своје прелепе прве жене (чије име није познато) да би се оженио њом. Венчање је одржано у пролеће 1199. године и било је праћено раскошним слављима. Алексије је тако постао царев наследник и уздигнут је у чин деспота. Истовремено, друга царева ћерка Ана, такође удовица, била је удата за Теодора Ласкариса, будућег оснивача Никејског царства.
Убрзо након тога, оба царска зета послата су заједно са генералом Манојлом Камицом против побуњеника Иванка у Тракији. Током овог похода, у опсади Кричим, убијен је Алексијев отац Георгије. Кампања је пропала када је византијска војска била заробљена у заседи, а Камица је заробљен. Овај успех је охрабрио Иванка, који је сада претендовао на царску титулу. У пролеће 1200. цар Алексије III се претварао да је вољан да започне преговоре и послао је Алексија Палеолога да дочека побуњеника. Алексије је дао свечана обећања о безбедности, али када се Иванко појавио у царском логору, ухапшен је и погубљен. У фебруару исте године, Алексије је позван да помогне у нередима који су избили у Константинопољу у знак протеста против проневере добротворних прилога од стране управника затвора Јована Лагоса. Велика руља је преузела контролу над престоничким затворима и отворила их, и борила се против цареве страже, која је била у близини Хрисопоља. Алексије Палеолог је повео трупе у град и угушио побуну након што је нанео тешке жртве становништву.
У јулу 1201. Алексије је био кључан у сузбијању покушаја државног удара Јована Комнина Дебелог. Након што су побуњеници преузели контролу над већим делом Велике палате, цар је послао Алексија са трупама и чамцима из Влахерна на источну обалу града. Ту су се састали са стражом Великог двора и очистили палату и хиподром од присталица узурпатора, који је ухваћен и обезглављен. У фебруару 1201. или 1202. године, Алексије је повређен када се царски шатор срушио током земљотреса, али је истог лета предводио поход који је угушио побуну гувернера Јована Спиридонакса у источној Македонији, приморавши га да побегне у Бугарску.
Алексије је умро релативно млад 1203. године, природном смрћу према Теодору Скутаријату. Његова смрт се догодила пре свргавања и бекства цара Алексија III у време опсаде Константинопоља од стране крсташа Четвртог крсташког рата.